# Francis Light
Pour les articles homonymes, voir Light.
Le capitaine Francis Light (c. 1740 - 21 octobre 1794) est un explorateur britannique et le fondateur de la colonie britannique de Penang (dans la Malaisie moderne) et de sa capitale George Town en 1786. Light et sa compagne, Martina Rozells, sont les parents de William Light, qui fonde la ville d'Adélaïde en Australie-Méridionale.

## Jeunesse
Light est baptisé à Dallinghoo, Suffolk, Angleterre le 15 décembre 1740. Sa mère est indiquée comme Mary Light. Recueilli par un parent, le noble William Negus, il fréquente la Woodbridge Grammar School  à partir de 1747. Les chercheurs ont d'abord pensé que Light est le fils illégitime de William Negus, mais selon l'auteur Noël Francis Light Purdon, descendant de Francis Light, Negus a reçu un paiement pour s'occuper de lui tout au long de sa vie et payer son éducation.

## Carrière
Light commence son service dans la Royal Navy en tant que serviteur d'un chirurgien sur le HMS Mars en février 1754. Il commence un apprentissage dans la Royal Navy en 1759 (à 19 ans) sur le HMS Captain, avant d'être transféré après quelques mois sur le HMS Dragon nouvellement mis en service. Il est aspirant sur le HMS Arrogant en 1761 avant de mettre fin à son service dans la marine en 1763.
C'est dans la marine qu'il rencontre James Scott, qui joue plus tard un rôle important dans sa vie et ses affaires,.
Ses mouvements entre 1763 et 1765 ne sont pas enregistrés, mais il semble qu'il ait réussi à amasser une fortune suffisante pour léguer une quantité considérable de biens par testament à William Negus et à trois autres hommes.
En 1765, Light embarque sur le navire Clive de la Compagnie des Indes orientales, commandé par John Allen à destination de Madras et Bombay. En Inde, il s'assure le commandement d'un «navire de campagne» appartenant à la société commerciale de Madras Jourdain, Sulivan & Desouza, le Speedwell . Installant une base à Thalang au Siam (également connu sous le nom de Salang et Jung/JunkCeylan, aujourd'hui province de Phuket, en Thaïlande), il y fait du commerce, à Aceh (aujourd'hui province indonésienne) et dans la péninsule malaise, apprenant les langues locales. S'installant à Thalang, il rencontre une femme nommée Martina Rozells, et ensemble ils installent un poste de traite à Kuala Kedah. Il acquiert rapidement une position influente auprès du sultan de Kedah.
Pendant une dizaine d'années, il a son quartier général à Thalang, où il fait revivre un ancien comptoir français. Pendant son séjour à Thalang, il apprend à parler et à écrire plusieurs langues, dont le malais et le thaï, et se lie d'amitié avec Than Phu Ying Chan et son mari, le gouverneur de Thalang. Plus tard, en 1785, il avertit les administrateurs de l'île d'une attaque birmane imminente. L'avertissement de Light permet aux insulaires, dirigés par Chan et sa sœur Mook, de se préparer à la défense de Thalang et de repousser par la suite l'invasion birmane. En 1785, après la mort du Gouverneur de Thalang, sa veuve Pia Pimons et d'autres parents proposent que Ligt occupe le poste cependant le roi de Siam, Rama II, refuse la proposition.
L'intérêt de Light pour Penang commence en 1771, lorsqu'il propose l'idée d'une colonie britannique dans le voisinage de la péninsule malaise à Warren Hastings, gouverneur de la Compagnie des Indes orientales de la présidence de Fort William (Bengale). Il suggère que l'île de Penang pourrait servir de " magasin pratique pour le commerce oriental", mais à cette époque, son idée ne prospère pas. En 1776-1777, Light livre une importante cargaison d'armes à feu pour le royaume siamois de Thonburi, gouverné par Taksin le Grand.
Alors que sa suggestion précédente n'a donné aucun résultat, à la suite de la guerre avec les rebelles américains qui s'est terminée par une défaite britannique au cours de laquelle la Grande-Bretagne a lutté avec la France pour la supériorité navale, la suggestion de Light prend une nouvelle signification. En 1786, pour le compte de la Compagnie britannique des Indes orientales, Light loue l'Île de Penang au sultan Abdullah Mukarram Shah (qui a succédé à Muhammad Jewa en 1778 à la tête du sultanat de Kedah), pour le prix de 6 000 dollars espagnols par an. Sous l'administration du Gouverneur général John Macpherson, Light reçoit le titre de surintendant et est chargé de la colonie, dénommée Dewa Raja par les Malais, le 1er juillet 1786 ; marquant ainsi le début de la domination britannique sur les États malais. La nouvelle colonie est très peu peuplée à cette époque: elle est décrite comme "une vaste jungle de près de 107 miles carrés, avec une population de seulement cinquante-huit âmes". George Town (nommé d'après le roi George III) est créé, et lorsque deux navires de la Compagnie des Indes orientales apparaissent sur la côte, Light en profite pour inviter les navires et les équipages à assister à la déclaration de la nouvelle colonie de l'île du Prince de Galles le 11 août 1786, étant la veille de l'anniversaire du Prince de Galles.
Le sultan, cependant, est lié par le modèle politique du mandala de l'Asie du Sud-Est en fidélité au roi de Siam. Light a outrepassé son autorité avec une promesse d'aide militaire si les Birmans ou les Siamois attaquent, malgré le fait que le sultan Abdallah lui a demandé de s'abstenir de débarquer jusqu'à ce que la promesse d'aide militaire ait été confirmée à Londres. Ainsi, lorsque les territoires du sultan sont envahis et qu'aucune aide n'est apportée, le sultan tente de reprendre l'île en 1790,.
La colonie multiculturelle de Penang connait un succès extraordinaire dès sa création et Light reste surintendant de la colonie jusqu'à sa mort en octobre 1794, sauf entre le 21 novembre 1789 et le 9 février 1790, lorsque John Glass occupe sa place,. En 1789, il y a environ 10 000 habitants et en 1795, 20 000.
Les récits de ses actions semblent indiquer qu'il est un homme impartial et honorable. En 1790, il demande un salaire plus élevé, afin de lui permettre de vivre sans avoir à se livrer au commerce (par lequel il s'est peut-être enrichi, mais peut-être compromet son rôle). Cela conduit à la dissolution de son association commerciale avec James Scott. En 1794, il recommande qu'un système approprié de justice soit institué à Penang, puisqu'il ne devrait pas être dans les pouvoirs du Surintendant de dispenser "le jugement arbitraire".

## Mort et héritage
Light meurt du paludisme le 21 octobre 1794 et est enterré au vieux cimetière protestant de Northam Road (aujourd'hui Jalan Sultan Ahmad Shah Road) à George Town.
Une statue en Bronze, sculptée par F.J Wilcoxson et coulée à la fonderie Burton à Thames Ditton, porte le nom de Francis Light mais est en fait calquée sur les traits de son fils William, aucun portrait de Francis n'étant utilisable. Érigé en 1936 pour célébrer les 150 ans de la fondation de George Town, elle se dresse au Fort Cornwallis à George Town. Light Street, dans le site du patrimoine mondial de l'UNESCO à George Town, porte son nom. Convent Light Street, la plus ancienne école de filles de Penang, fondée en 1852, est située le long de la rue.

## Sources
- Simmonds, « Francis Light and The Ladies of Thalang », Journal of the Malaysian Branch of the Royal Asiatic Society, Cambridge University Press for SOAS, University of London, vol. 38, no 2 (208),‎ décembre 1965, p. 592–619 (ISSN 0126-7353, JSTOR 611568)

- Les Archives SOAS détiennent les papiers officiels et la correspondance du Capitaine Francis Light selon cette entrée . "MS 40320 Lettres (en malais), au capitaine Francis Light RN, premier surintendant de l'île du Prince de Galles [Penang] 1786–1791, avec divers dirigeants et dignitaires malais. Également des documents de la même période relatifs à Bencoolen [Benkulen] et à la présidence de l'ouest de Sumatra, environ 1 200 lettres, reliées en 11 volumes. Catalogue détaillé en préparation."
- Kernial Singh Sandhu, Indians in Malaya : some aspects of their immigration and settlement (1786–1957), Cambridge University Press, 1969 (ISBN 978-0-521-07274-8, lire en ligne)
- E.H.S. Simmonds, The Thalang Letters, 1773–94: Political Aspects and the Trade in Arms, vol. 26, Cambridge University Press for SOAS, University of London, 1963, 592–619 p. (ISSN 0041-977X, DOI 10.1017/S0041977X00070348, JSTOR 611568, S2CID 153506132), chap. 3
- Anasanatnam Sinnappah, Indians in Malaysia and Singapore, Kuala Lumpur, Oxford University Press, 1970 (OCLC 6328370)